# Serokomla
Serokomla – wieś (daw. miasto) w Polsce położona w województwie lubelskim, w powiecie łukowskim, w gminie Serokomla. Siedziba gminy Serokomla oraz parafii rzymskokatolickiej św. Stanisława, należącej do metropolii lubelskiej, diecezji siedleckiej, dekanatu Adamów. W latach 1537–1870 samodzielne miasto. W latach 1975–1998 miejscowość administracyjnie należała do województwa siedleckiego.
Przez miejscowość przepływa rzeka Czarna, dopływ Tyśmienicy oraz przebiega droga wojewódzka nr 808.
| SIMC    | Nazwa            | Rodzaj    |
| ------- | ---------------- | --------- |
| 0686457 | Dziesięciozagony | część wsi |
| 0686463 | Kępa             | część wsi |
| 0686470 | Pod Wycinkami    | część wsi |
| 0686486 | Podgórze         | część wsi |
| 0686492 | Przydawki        | część wsi |
| 0686500 | Przymiarki       | część wsi |
| 0686517 | Zagórze          | część wsi |

## Historia

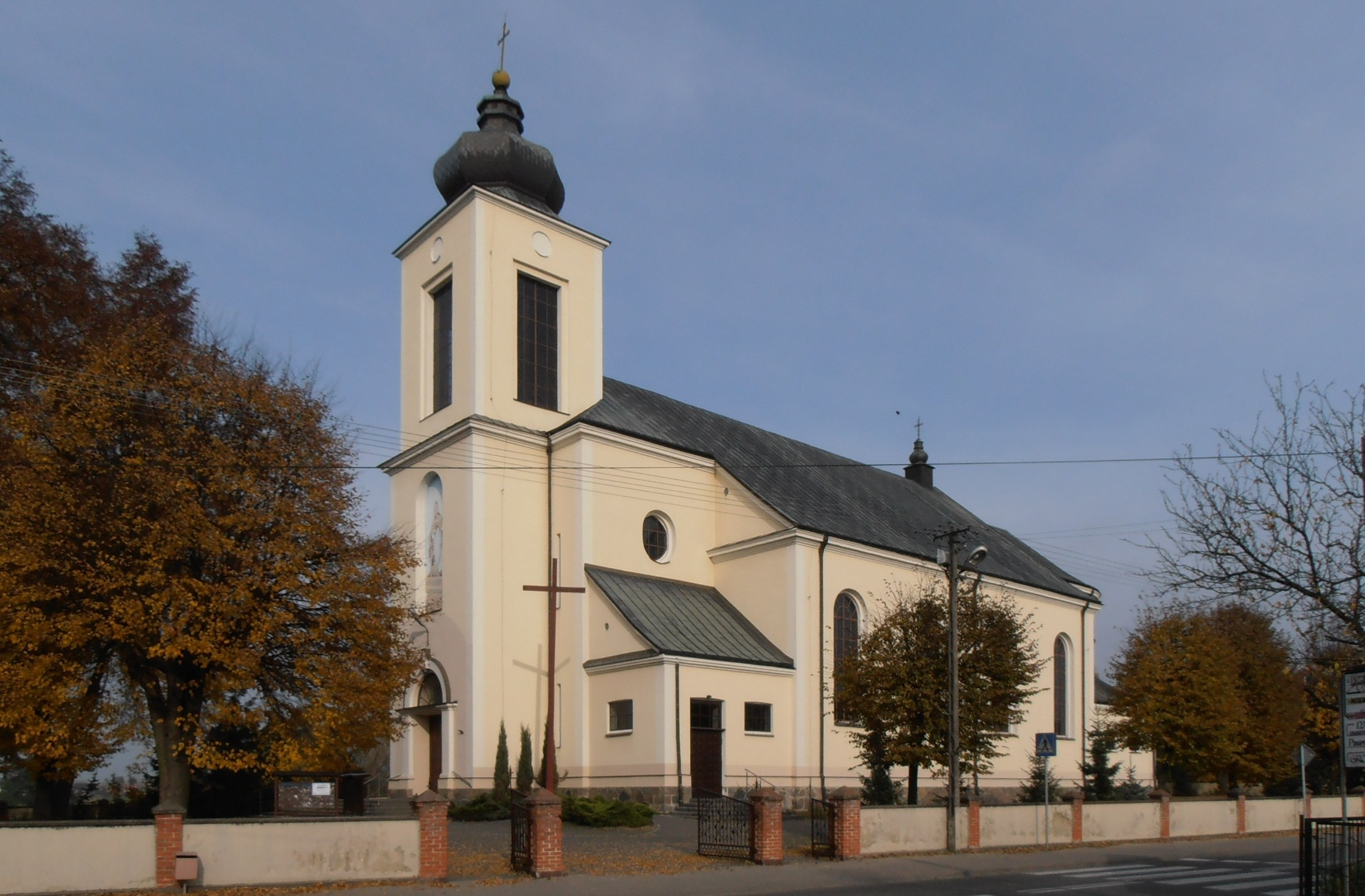
Kościół św. Stanisława

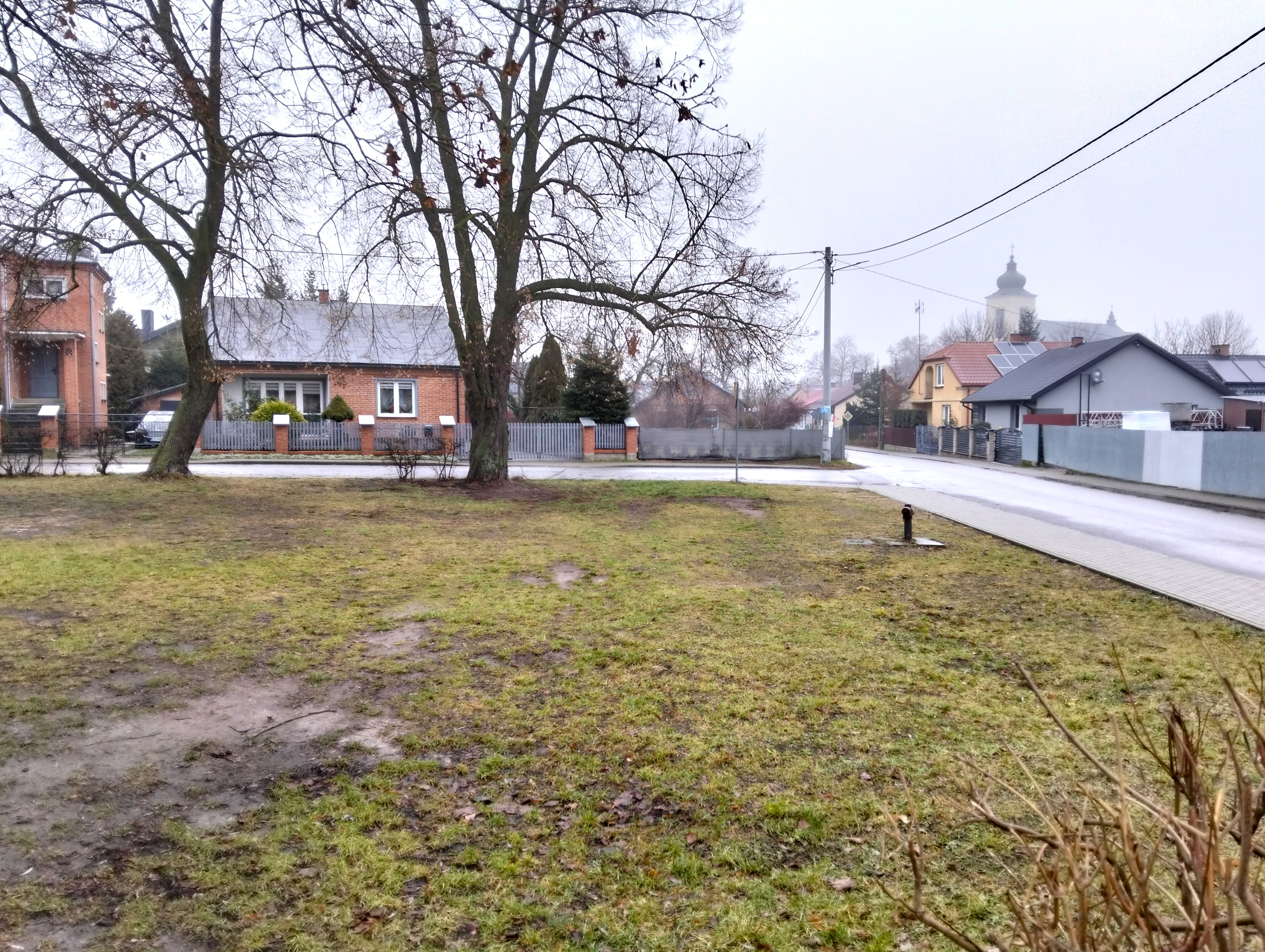
Fragment rynku

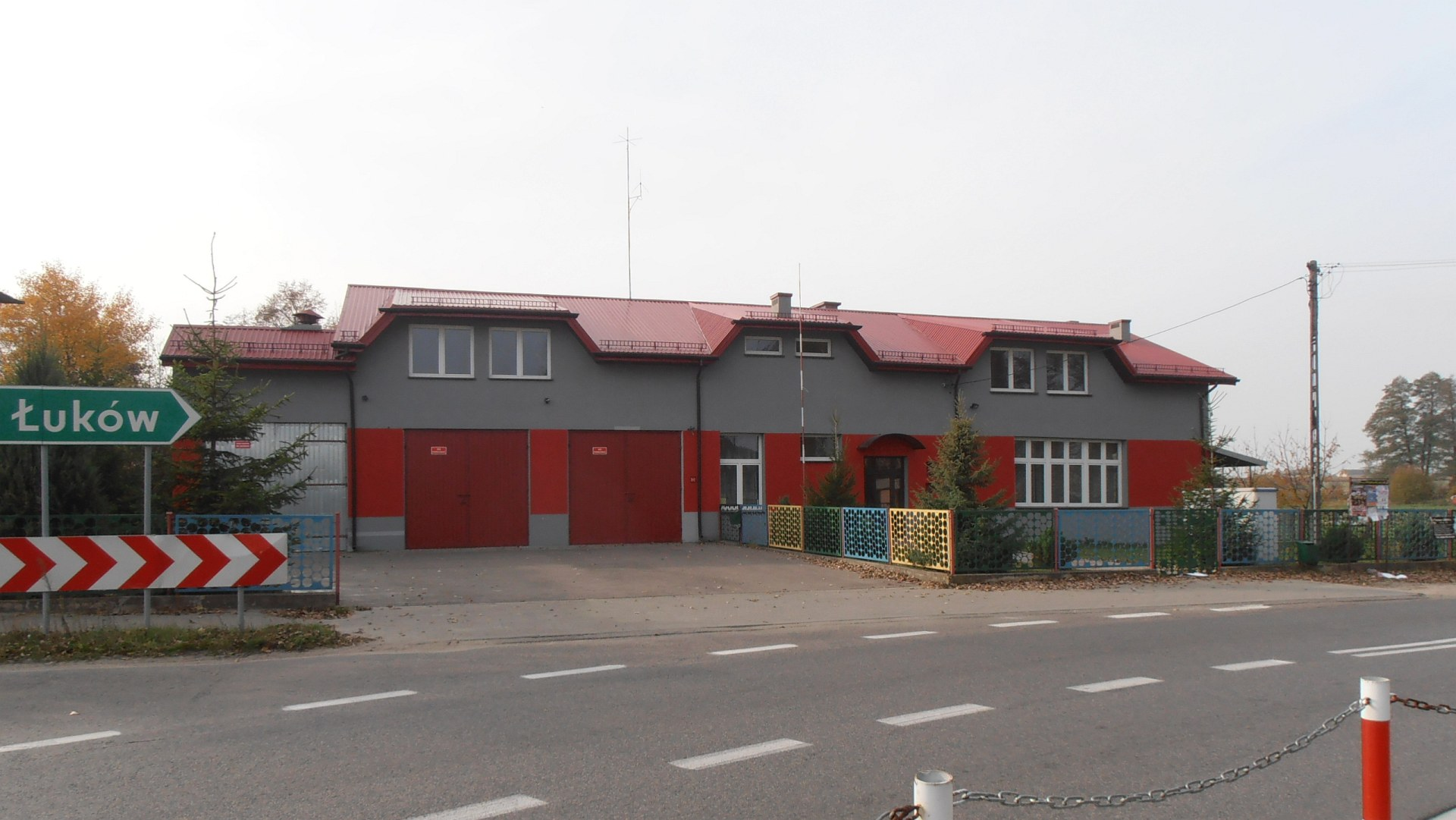
Remiza Ochotniczej Straży Pożarnej

Miasto zostało lokowane w roku 1537 przez Piotra Kijeńskiego. On to też w roku 1545 ufundował kościół. Pod koniec XVI w. miasto wykupili Firlejowie, a w 1775 r. właścicielem został Ignacy Scypio, podstoli litewski. Po jego śmierci wdowa toczyła długotrwały spór z mieszczanami za „gwałtowne się od powinności wyłamywanie”.
W czerwcu 1831 roku, przed bitwą pod Łysobykami w Serokomli miała miejsce koncentracja wojsk.
W październiku 1939 r. Serokomla została znacznie zniszczona w trakcie jednego z epizodów bitwy pod Kockiem. Po zakończeniu bitwy hitlerowcy rozstrzelali tu 32 żołnierzy wziętych do niewoli i osób cywilnych.
14 kwietnia 1940 oddziały SS, Gestapo oraz żandarmerii niemieckiej, w odwecie za zabójstwo pięcioosobowej rodziny niemieckiego kolonisty, przeprowadziły obławę w okolicach Serokomli. Schwytano 217 (181) mężczyzn, kobiet i dzieci, których rozstrzelano w masowej egzekucji we wsi Józefów Duży. Zwłoki ofiar ekshumowano po 1945 i pochowano na cmentarzu w Serokomli, gdzie postawiono pamiątkowy monument.
22 września 1942 r. rozstrzelano tu ok. 200 Żydów.

## Sport
We wsi działa powstały w 1973 roku Gminny Ludowy Klub Sportowy Polesie Serokomla, który w sezonie 2024/25 występuje w bialskiej klasie A.